# Sanciones penales del período Edo en el Japón
Las sanciones penales del período Edo en el Japón (1603-1868) se pueden dividir en cinco categorías:
- Pena de muerte
- Prisión y exilio
- Trabajos forzados
- Confiscación de bienes
- Castigo físico

## La pena de muerte
Los delitos graves, como el asesinato y provocar un incendio, eran castigados con la pena de muerte. El shogunato Tokugawa conservó sus centros de ejecución en Kozukappara (小塚原刑場), Suzugamori (鈴ヶ森刑場) y Itabashi (板橋刑場).
Kozukappara -también conocida como Kotsukappara o Kozukahara-, se encuentra en el actual distrito de Arakawa, cerca de la salida al suroeste de la estación de metro de Minami-Senju, en la línea de metro Hibiya de Tokio. Se estima que entre 100 000 y 200 000 personas fueron ejecutadas allá. Sólo una parte del lugar sigue existiendo, junto al templo Enmei-ji, parcialmente enterrado bajo las vías y en un cementerio más reciente. Una investigación arqueológica y morfológica que llevó a cabo por la Universidad de Tokio sobre los cráneos encontrados enterrados aquí confirmó los métodos de ejecución.
Otro lugar notable de ejecuciones se encontraba en Suzugamori, en Shinagawa. Los dos lugares todavía se pueden distinguir in situ con placas conmemorativas y lápidas. 

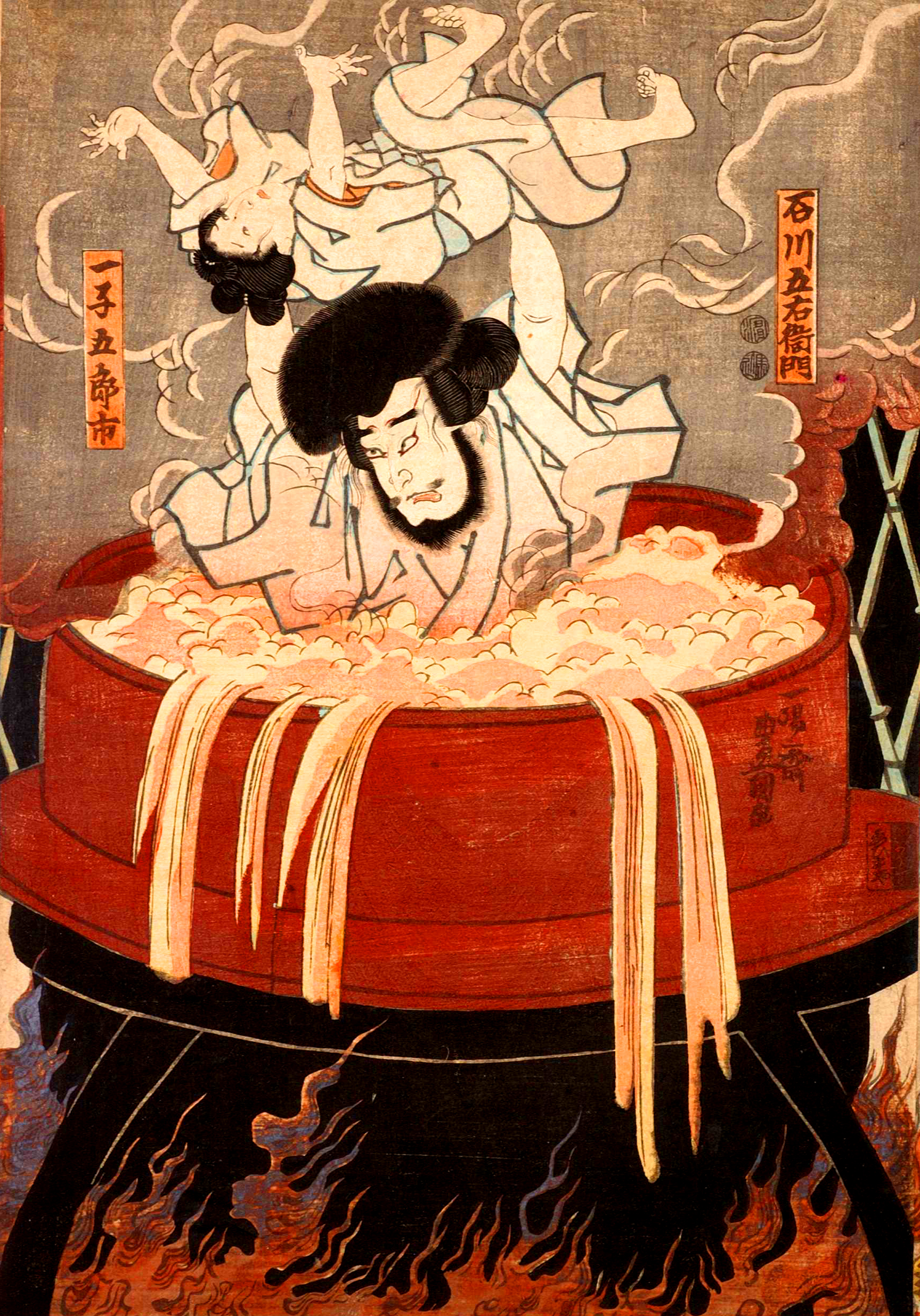
El bandido Ishikawa Goemon ejecutado por ebullición después de un fallido atentado de asesinato contra el señor de la guerra Toyotomi Hideyoshi, en 1594

Los criminales eran ejecutados en diferentes formas: 
- Muerte por ebullición
- Muerte en la hoguera
- Crucifixión por matar un familiar, esposo, etc.
- Decapitación con una katana
- Muerte por medio de una sierra.
- Corte a nivel de la cintura -cortar a la persona por la mitad-. Kanazawa estaba asociada a la decapitación.

La pena de muerte a menudo traía castigos colaterales. Uno era desplazarse por la ciudad del condenado antes de su ejecución. Parecida era la exposición pública antes de la ejecución. Un tercer castigo era la exhibición pública de la cabeza del decapitado. A menudo, los samuráis eran condenados a realizar el harakiri (腹切) en lugar de estas ejecuciones.

## La prisión y el exilio
Dependiendo de la gravedad de la infracción, los jueces podían condenar los criminales a prisión de varias formas:
- El exilio en una isla. A menudo, los delincuentes de Edo eran confinados en las islas Hachijō-jima y Miyake-jima. Los delincuentes eran tatuados y castigados.
- Prisión. El gobierno de Edo conservó una prisión en Kodenma-chō.

La exclusión de la escena del crimen era una pena para la gente común y samuráis.
- Tokoro-barai. La prohibición a cierta distancia era común para los no-samuráis.
- Kōfu kinban. La asignación a Kōfu, en las montañas al oeste de Edo, era un ejemplo de rustificación de los samuráis.

## Los trabajos forzados
Para los delitos que requerían un castigo moderado, los convictos podían ser enviados a trabajar en campos de trabajo como el de Ishikawa-jima, a la bahía de Edo. Los delitos más graves podían dar lugar a ser enviado a trabajar a la mina de oro de la isla de Sado.
En 1590, Toyotomi Hideyoshi prohibió el «trabajo no libre», o esclavitud, pero las formas de contrato y mano de obra contratada se mantuvo junto con los códigos penales de trabajos forzados de la época. Por ejemplo, las leyes penales del periodo Edo prescribían el «trabajo no libre» para la familia inmediata de los criminales ejecutados en el artículo 17 de la Gotōke Reijo (Ley de la casa Tokugawa), pero en la práctica no era habitual. El Gotōke Reijo de 1711 compiló más de 600 leyes promulgadas entre 1597 y 1696. También era común que las mujeres fueran condenadas a trabajar como esclavas y prostitutas dentro de los límites de los «barrios de placer», especialmente Yoshiwara.

## La confiscación de bienes
Los comerciantes podían ser castigados con el kesshō, la confiscación de sus negocios.

## Los castigos corporales
Las manillas permitieron en el gobierno castigar a un criminal mientras que se encontraba bajo arresto domiciliario. Dependiendo de la gravedad de la infracción, la pena podía durar 30, 50 o 100 días.
La flagelación era un castigo común por delitos como el robo y peleas. La amputación de la nariz o las orejas sustituyeron la flagelación como castigo al inicio del periodo Edo. El 8è shōgun de Edo, Tokugawa Yoshimune, introdujo los látigos como pena judicial, o dataki, en 1720. Un criminal podía ser condenado a un máximo de 100 latigazos. Los samuráis y sacerdotes estaban exentos de la flagelación y la pena se aplicó sólo a los plebeyos. El convicto se tenía que desnudar y era golpeado en las nalgas y la espalda. La flagel·lació se utilizó hasta 1867, pero cayó en desuso de forma intermitente entre 1747 y 1795. Los hombres y las mujeres podían ser condenados a ser azotados, pero durante la mitad del periodo Edo las mujeres fueron encarceladas en lugar de ser azotadas.

### El origen de la pena de flagelación
En el 757, se implementó el código Yōrō (養老 律令, Yōrō-ritsuryō) y fue introducido en los «Cinco Castigos» (五刑); dos de ellos se refieren a la flagelación. La flagelación ligera proporcionaba de 10 a 50 latigazos, mientras que la flagelación fuerte proporcionaba de 60 a 100 golpes. Sin embargo, un esclavo podría ser condenado a un máximo de 200 latigazos. Estas penas sólo se aplicaban a los hombres plebeyos. Los nobles podían ser condenados con la imposición de las esposas o con una multa. Cuando un criminal era azotado, generalmente la mitad del número de latigazos se aplicaban en la espalda y la otra mitad en las nalgas. Sin embargo, el condenado tenía derecho a elegir si los golpes tenían que ser aplicados únicamente en una de las dos partes. En la época del periodo Sengoku, la flagelación fue sustituida en gran medida por la decapitación.